# ФК Рос Каунти
ФК Рос Каунти (на английски: Ross County F.C.) е шотландски професионален футболен отбор от град Дингуол, Хайланд. Клубът е основан през 1943 г. и играе домакинските си мачове на „Виктория Парк“, който разполага с капацитет 6 541 места. Отборът се състезава в най-високото ниво на шотландския клубен футбол – шотландската Премиър лига.

## Успехи
- Шотландска премиър лига:
  -  Бронзов медалист (1): 2001/02
- Купа на Шотландия:
  -  Финалист (1): 2009/10
- Купа на лигата:
  -  Носител (1): 2015/16
- Първа дивизия: (2 ниво)
  -  Шампион (2): 2011/12, 2018/19
- Втора дивизия: (3 ниво)
  -  Шампион (1): 2007/08
- Трета дивизия: (4 ниво)
  -  Шампион (1): 1998/99
- Хайланд футбол лийг: (5 ниво)
  -  Шампион (3): 1966/67, 1990/91, 1991/92
- Норт Каледониън футбол лийг: (6 ниво)
  -  Шампион (2): 1965/66, 1996/97
- Купа на предизвикателството:
  -  Носител (3): 2006/07, 2010/11, 2018/19
  -  Финалист (2): 2004/05, 2008/09
- Купа на Северна Шотландия:
  -  Носител (6): 1929/30, 1969/70, 1971/72, 1991/92, 2006/07, 2018/19
- Квалификационна купа (Север):
  -  Носител (3): 1993/94
  -  Финалист (5): 1933/34, 1965/66, 1969/70, 1972/73, 1973/74
- Купа на лига Хайланд:
  -  Носител (4): 1949/50, 1968/69, 1978/79, 1991/92

## Известни футболисти
- Марк Хейтли
- Ричард Хейстингс
- Майкъл МакГъвърн
- Брент Санчо
- Андрю Бароуман
- Крейг Брюстър
- Уйлям Уолъс